# Brygidki

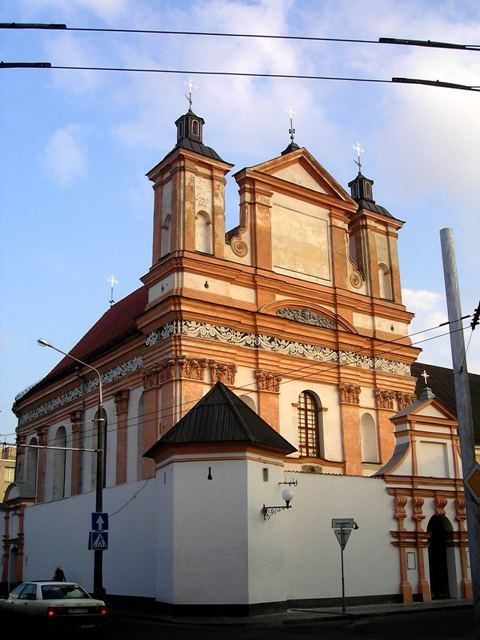
Klasztor Brygidek w Grodnie

Brygidki, Zakon Świętej Brygidy, Zakon Najświętszego Zbawiciela (łac. Ordo Sanctissimi Salvatoris Sanctae Brigittae, skrót O.SS.S), zakon początkowo kontemplacyjny, następnie apostolsko-kontemplacyjny, założony w Vadstenie w Szwecji przez św. Brygidę w 1350 r.
Do soboru trydenckiego funkcjonowała także męska gałąź zakonu (brygidianie, brygidzi), działająca m.in. w Gdańsku (tzw. „podwójny” klasztor) i lubelskich Rurach.

## Brygidki w Polsce
W 1396 r. w Gdańsku, zajętym wówczas przez Zakon Krzyżacki, erygowano klasztor brygidek, przy którym wzniesiono kościół pw. św. Brygidy. W 1400 roku w sąsiedztwie powstał klasztor ojców brygidianów. W 1807 roku wojska napoleońskie zajęły klasztor męski, a w 1817 roku władze pruskie zlikwidowały klasztor żeński.
Wśród innych placówek brygidek na ziemiach polskich należy wymienić:
- Klasztor w Lublinie – ufundowany w 1426 roku przez króla Władysława Jagiełły jako wotum za zwycięstwo pod Grunwaldem (w 1818 roku zlikwidowany)[7],
- Klasztor w Samborze – wzniesiony w 1611 roku z fundacji Szczęsnej Bąkowskiej z Sambora i Jadwigi z Tarłów Mniszchowej, żony Jerzego, wojewody sandomierskiego (rozwiązany w ramach kasaty Józefińskiej w 1782 roku)[8],
- Klasztor we Lwowie – ufundowany w 1613 roku przez Annę Poradowską (zamieniony w 1784 roku na więzienie kryminalne, w 1941 roku miejsce masakry więźniów przez NKWD)[9],
- Klasztor w Warszawie – ufundowany w 1615 roku przez Krzysztofa Lipskiego, kasztelana rawskiego (zlikwidowany w 1807 roku, rozebrany w 1892),
- Klasztor w Łucku – założony w 1624 przez Izabelę Siemaszko (zlikwidowany w 1879 roku, zamieniony na więzienie, był w 1941 roku miejscem masakry więźniów przez NKWD)[10].
- Klasztor w Grodnie – ufundowany w 1633 roku przez wielkiego marszałka litewskiego Krzysztofa Wiesiołowskiego i jego żonę Aleksandrę z Sobieskich (w 1908 roku oddany siostrom nazaretankom, w 1950 roku zamieniony przez władze sowieckie na więzienie)[11].

Oprócz tego w czasach I Rzeczypospolitej istniały także klasztory w Elblągu i Sokalu. Żaden z nich też nie dotrwał do współczesnych czasów.
W 1998 r. siostry brygidki wróciły do Gdańska, gdzie prowadzą tam Centrum Ekumeniczne. Powstał też klasztor w Częstochowie.